# 1385

## Събития
- София пада под османска власт.

## Починали
- 28 юни – Андроник IV Палеолог, византийски император